# Lijst van onderscheidingen van Willem III der Nederlanden
Willem III, Alexander Paul Frederik Lodewijk, koning der Nederlanden, prins van Oranje-Nassau en groothertog van Luxemburg, bezat aan het eind van zijn leven de volgende onderscheidingen:
- Grootmeester van de Militaire Willems-Orde (Nederland)
- Grootmeester van de Orde van de Nederlandse Leeuw (Nederland)
- Grootkruis in de Orde van de Nederlandse Leeuw (Nederland)
- Grootmeester van de Orde van de Eikenkroon (Luxemburg)
- Ridder van de eerste klasse der Orde van de Gouden Leeuw van Nassau (Luxemburg)
- Grootkruis van de Orde van Verdienste van Adolf van Nassau (Nassau)
- Ridder van de Orde van Getrouwheid (Baden-Durlach)
- Grootkruis van de Orde van de Leeuw van Zähringen (Baden)
- Grootkruis van de Leopoldsorde (België)
- Grootkruis van de Huisorde en Orde van Verdienste van Hertog Peter Friedrich Ludwig (Oldenburg)
- Commandeur van de Huisridderorde van Sint-Hubertus (Beieren)
- Grootkruis met de Zwaarden van de Orde van Hendrik de Leeuw (Brunswijk)
- Grootkruis van de Orde van Sint-Alexander (Bulgarije)
- Grootkruis van de Orde van de Dannebrog (Denemarken)
- Ridder van de Orde van de Olifant (Denemarken)
- Grootkruis van de Orde van het Legioen van Eer (Frankrijk)
- Ridder van de Orde van de Kousenband (Verenigd Koninkrijk)
- Grootkruis van de Welfenorde (Hannover)
- Grootkruis van de Orde van Kamehameha I (Hawaï)
- Ridder van de eerste klasse der Orde van de zeer heilige Annunciaten (Italië)
- Grootkruis van de Orde van de Chrysanthemum (Japan)
- Grootkruis van de Orde van Lodewijk (Keur-Hessen)
- Grootkruis van de Orde van Sint Karel (Monaco)
- Grootkruis van de Orde van Sint-Olaf (Noorwegen)
- Grootkruis van de Orde van de Heilige Stefanus (Koninkrijk Hongarije)
- Grootkruis van de Orde van de Leeuw en de Zon (Perzië)
- Grootkruis van de Orde van de Toren en het Zwaard (Portugal)
- Ridder van de Orde van de Zwarte Adelaar (Pruisen)
- Grootkruis van de Orde van de Rode Adelaar (Pruisen)
- Grootkruis van de Orde van de Ster (Roemenië)
- Grootkruis van de Orde van Sint-Andreas de Eerstgeroepene (Rusland)
- Grootkruis van de Orde van St. Alexander Newsky (Rusland)
- Ridder van de Orde van de Witte Adelaar
- Ridder van de eerste klasse der Orde van Sint-Anna (Rusland)
- Ridder van de eerste klasse der Orde van Sint-Vladimir (Rusland)
- Grootkruis van de Orde van de Witte Valk (Saksen-Weimar-Eisenach)
- Grootkruis van de Orde van Takowo (Servië)
- Grootkruis van de Orde van de Witte Olifant (Siam)
- Ridder van de Orde van het Gulden Vlies (Spanje)
- Grootkruis van de Orde van de Eer (Turkije)
- Ridder van de eerste klasse der Orde van Verdiensten (Waldeck en Pyrmont)
- Grootkruis van de Orde van de Kroon
- Grootkruis van de Frederiks-Orde (Württemberg)
- Ridder van de Meest Nobele Orde van de Serafijnen (Zweden)
- Ridder-grootkruis in de Orde van den Gouden Leeuw (Hessen)[1]